# 何炯 (南朝)
何炯（490年代—510年代），字士光，廬江灊縣人，南北朝南梁人，因有孝行而聞名。
何炯是太中大夫何撙的兒子，十五歲時跟隨族兄弟何胤學習，一年就已經理解五經的內容。他樣子英俊白皙，從兄何求、何點稱讚他：「衛玠神清，杜乂膚清。今天看到這孩子，好像衛玠、杜乂在眼前。」從兄何戢對別人說：「這孩子不只是家門之寶，也是一代偉人。」何炯經常希望淡薄名利，不想進仕。從叔何昌珝對他說：「何求、何點都已經隱居，你無需跟隨。而且君子出處，各有路途。」何炯十九歲出任揚州主簿，得舉薦秀才，遷任王府行參軍、尚書兵、庫部二曹郎，外任永康縣令，有中和名聲。回朝後，他擔任仁威南康王蕭績的限內記室，改任治書侍御史。父親多年患病，他不眠不休地照顧父親，翌晚樣子立刻不同。到父親去世，他不停哭泣，睡在土塊上，令自己腰虛腳腫，最後因此逝世
。

## 引用
1. 1 2  《梁書·卷四十七·列傳第四十一》：何炯字士光，廬江灊人也。父撙，太中大夫。炯年十五，從兄胤受業，一朞並通《五經》章句。炯白皙，美容貌，從兄求、點每稱之曰：「叔寶神清，弘治膚清。今觀此子，復見衛、杜在目。」炯常慕恬退，不樂進仕。從叔昌珝謂曰：「求、點皆已高蹈，爾無宜復爾。且君子出處，亦各一途。」
2. 1 2  《南史·卷三十·列傳第二十》：何炯字士光，胤從弟也。父撙，太中大夫。炯年十五，從胤受業，一期並通五經章句。白皙美容貌，從兄求、點每曰：「叔寶神清，杜乂膚清，今觀此子，復見衛、杜在目。」從兄戢謂人曰：「此子非止吾門之寶，亦為一代偉人。」炯常慕恬退，不樂進仕。從叔昌宇謂曰：「求、點皆已高蹈，汝無宜復爾。且君子出處亦各一途。」
3. ↑  《梁書·卷四十七·列傳第四十一》：年十九，解褐揚州主簿。舉秀才，累遷王府行參軍、尚書兵、庫部二曹郎。出爲永康令，以和理稱。還爲仁威南康王限內記室，遷治書侍御史。以父疾經旬，衣不解帶，頭不櫛沐，信宿之間，形貌頓改。及父卒，號慟不絕聲，枕凷藉地，腰虛腳腫，竟以毀卒。
4. ↑  《南史·卷三十·列傳第二十》：年十九，解褐揚州主簿，舉秀才，累遷梁仁威南康王限內記室，書侍御史。以父疾陳解。炯侍疾踰旬，衣不解帶，頭不櫛沐，信宿之間，形貌頓改。及父卒，號慟不絕聲，藉地腰腳虛腫。醫云：「須服豬蹄湯。」炯以有肉味不肯服，親友請譬，終於不回，遂以毀卒。

## 延伸阅读
[在维基数据编辑]
 《梁書/卷47》，出自姚思廉《梁書》